# Alfred Lindley
Alfred Damon "Al" Lindley, född 20 januari 1904 i Minneapolis, död 22 februari 1951 i Paxton i Nebraska, var en amerikansk roddare.
Lindley blev olympisk guldmedaljör i åtta med styrman vid sommarspelen 1924 i Paris.